# ワンカヨ
ワンカヨ（Huancayo）は、ペルー中部にある高原都市。フニン県の県都。人口は39万899人（2021年）。
アンデス山脈の東側、標高3350mに位置する。有名である日曜市では周辺に在住する先住民が食料品、手芸品を販売する。大聖堂、国立中央ペルー大学がある。

## 交通
リマから中央アンデス鉄道が通じる。